# (37851) 1998 DH26
(37851) 1998 DH26 est un astéroïde de la ceinture principale d'astéroïdes découvert en 1998.

## Description
(37851) 1998 DH26 a été découvert le 24 février 1998 à l'observatoire de Kitt Peak, situé dans l'Arizona (États-Unis), par le projet Spacewatch de l’université de l'Arizona.

### Caractéristiques orbitales
L'orbite de cet astéroïde est caractérisée par un demi-grand axe de 2,43 ua, un périhélie de 2,15 ua, une excentricité de 0,12 et une inclinaison de 1,78° par rapport à l'écliptique. Du fait de ces caractéristiques, à savoir un demi-grand axe compris entre 2 et 3,2 ua et un périhélie supérieur à 1,666 ua, il est classé, selon la JPL Small-Body Database, comme objet de la ceinture principale d'astéroïdes.

### Caractéristiques physiques
(37851) 1998 DH26 a une magnitude absolue (H) de 15,7 et un albédo estimé à 0,156.